# Yuen Long FC
Yuen Long Football Club (chinesisch 元朗足球會 / 元朗足球会, Pinyin Yuánlǎng Zúqiúhuì, Jyutping Jyun4Long2 Zuk1kau4wui6`*2) ist eine Fußballmannschaft aus Hongkong. Die Mannschaft wird umgangssprachlich von der Bevölkerung aufgrund der orangenfarbigen Trikot bzw. Vereinsfarbe als „The Tangerines“ bezeichnet. Wegen deren ländlicher Herkunft nennt man sie auch gern „The Squire Team“ (鄉紳班 – „Landjunker-Team“). Sie spielt aktuell in der höchsten Liga der Stadt, der Hong Kong Premier League. Seit der Saison 2018/19 ist der Verein aufgrund eines Sponsorvertrags in der HKPL auch als Best Union Yuen Long (佳聯元朗) aufgeführt.

## Geschichte
Der Verein wurde 1958 als Yuen Long District Sports Association, kurz Yuen Long DSA (元朗區體育會), gegründet. 2013 wurde der Verein in Yuen Long Football Club umbenannt.

## Erfolge

### National

#### Liga
- Hong Kong First Division League

1962–63 – Meister
- Hong Kong Second Division

1912–13 – Meister

#### Pokal
- Hong Kong Senior Challenge Shield

Sieger: 1967/68, 2017/18
Finalist: 1964/65
- Hong Kong FA Cup

Sieger: 1978/79
Finalist: 2015/16
- Sapling Cup

Finalist: 2018/19
Quelle: Hong Kong Football Association, Soccerway, The Rec.Sport.Soccer Statistics Foundation (RSSSF)

## Stadion

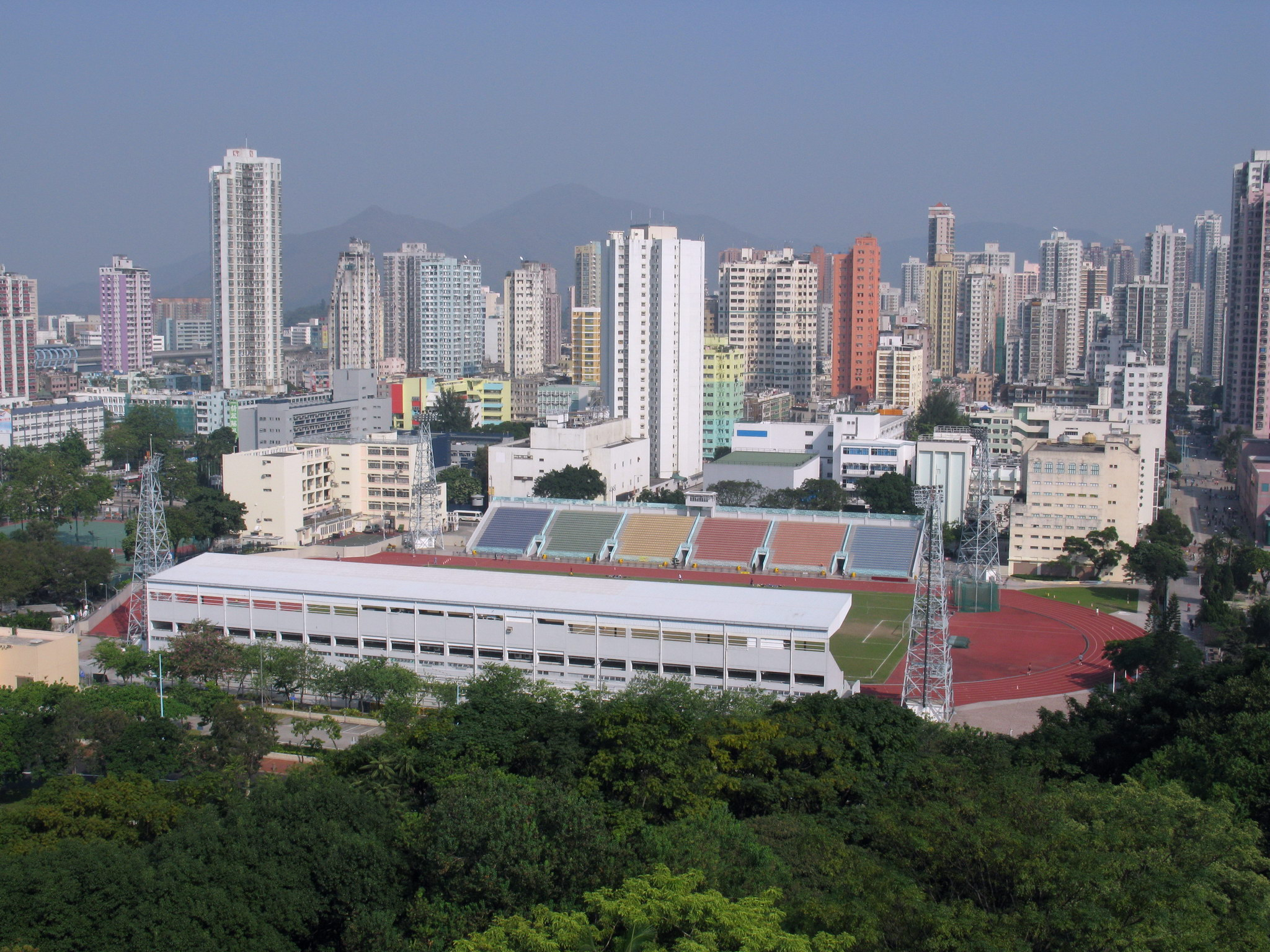
Yuen Long Stadium – Blick auf die Osttribüne, 2007

### Heimstadion
Der Verein besitzt kein eigenes Fußballstadion und trägt seine Heimspiele im Yuen Long Stadium ⊙ aus. Die Sportstätte befindet sich in Yuen Long im gleichnamigen Yuen Long District in den New Territories in der ländlichen Region nördlich vom urbanen Zentrum auf der Insel Hongkong. Das Stadion wurde im Dezember 1968 eröffnet. Es bietet Platz für maximal 2.194 Zuschauer. Wie die meisten der Sportstätten in Hongkong ist der Eigentümer der Anlage das Hong Kong Government. Betrieben wird die Anlage vom Leisure and Cultural Services Department, kurz „LCSD“ (康文署).

## Beste Torschützen seit 2017
| Saison    | Name                              | Tore |
| --------- | --------------------------------- | ---- |
| 2016–2017 | Diego Higino Stefan Yip, Tsz Chun | 5    |
| 2017–2018 | Everton Camargo                   | 7    |
| 2018–2019 | Jean Moser                        | 9    |
| 2019–2020 |                                   |      |

## Trainer seit 2012
| Name                 | von              | bis               |
| -------------------- | ---------------- | ----------------- |
| Ho-Yin Chan          | 10. Oktober 2012 | 31. Dezember 2015 |
| Hoi-Man Fung         | 9. Juli 2015     | 3. Juni 2016      |
| Chiu-Tat Tsang       | 1. Juli 2016     | 30. Juni 2018     |
| Kar-Lok Kenneth Kwok | 1. Juli 2018     | 30. Mai 2019      |
| Man-Chun Chan        | 1. Juli 2019     | heute             |

## Saisonplatzierung
| Saison  | Liga                     | Spiele | S | U | N | Tore  | Punkte | Position |
| ------- | ------------------------ | ------ | - | - | - | ----- | ------ | -------- |
| 2014–15 | Hong Kong Premier League | 16     | 5 | 2 | 9 | 20:31 | 17     | 6.       |
| 2015–16 | Hong Kong Premier League | 16     | 3 | 6 | 7 | 21:32 | 15     | 7.       |
| 2016–17 | Hong Kong Premier League | 20     | 9 | 4 | 7 | 36:23 | 31     | 5.       |
| 2017–18 | Hong Kong Premier League | 18     | 6 | 5 | 7 | 21:30 | 23     | 6.       |
| 2018–19 | Hong Kong Premier League | 18     | 4 | 6 | 8 | 36:37 | 18     | 7.       |
| 2019–20 | Hong Kong Premier League |        |   |   |   |       |        |          |